# La Peixera
La Peixera és un mas fortificat als afores i al nord-oest del poble de Llabià (Baix Empordà), al costat de la carretera que va a Gualta. catalogat a l'Inventari del Patrimoni Arquitectònic de Catalunya. Aquest edifici rep el nom de la Peixera per estar situat en un indret en què abans hi havia aiguamolls, on hi havia una gran reserva de peixos. Actualment encara es conserva una petita bassa d'aigua davant la casa. Va ser restaurada.
Gran casal fortificat que ha anat creixent amb el pas del temps. Construït amb murs de pedra i morter de calç (sistema constructiu de la zona) i cobertes de teula. Es compon d'un nucli central que sembla o coincideix amb la part més antiga, cobert a dues aigües, i que és residència. Al voltant d'aquest nucli hi ha tot un seguit de coberts i una altra peça residencial més nova que la primera. L'edifici és de dues a tres plantes.